# The Early Years (Parliament)
Albums de Parliament
Up For The Down Stroke
(1974)
The Early Years est une compilation, de chansons enregistrées entre 1970 et 1972 chez Invictus Records, de Parliament sorti chez Deepbeat Records en 1997.

## Liste des morceaux
Les seize pistes de cet album sont :
1. Red Hot Mama
2. Come In Out Of The Rain
3. Fantasy Is Reality
4. Breakdown
5. Loose Booty
6. Unfinished Instrumental
7. I Call My Baby Pussycat
8. Put Love In Your Life
9. Little Old Country Boy
10. Mooshine Heather (Takin' Care Of Business)
11. Oh Lord, Why Lord/Prayer
12. My Automobile
13. There Is Nothing Before Me But Thang
14. Funky Woman
15. Livin' The Life
16. The Silent Boatman